# Chrysometa sabana
Chrysometa sabana är en spindelart som beskrevs av Claude Lévi 1986. Chrysometa sabana ingår i släktet Chrysometa och familjen käkspindlar. Inga underarter finns listade i Catalogue of Life.